# HD 44131
Désignations
HD 44131, également désignée HR 2275, est une étoile géante de la constellation d'Orion, située vers la limite avec celle de la Licorne. Elle est visible à l'œil nu avec une magnitude apparente de 4,91. D'après la mesure de sa parallaxe annuelle par le satellite Gaia, l'étoile est distante d'environ ∼ 500 a.l. (∼ 153 pc) de la Terre. Elle s'éloigne du Système solaire à une vitesse radiale de +48,6 km/s.
HD 44131 est une géante rouge évoluée de type spectral K5III, qui est située sur la branche asymptotique des géantes (AGB) du diagramme de Hertzsprung-Russell. Après avoir épuisé les réserves en hydrogène de son noyau et avoir quitté la séquence principale, l'étoile s'est étendue et refroidie. Son rayon est environ 56 fois plus grand que le rayon solaire, elle est autour de 673 fois plus lumineuse que le Soleil et sa température de surface est de 3 932 K. C'est une étoile variable périodique de type inconnu, avec une variation d'une fréquence de 0,11212 cycle par jour (soit une période de 8,9 jours) et d'une faible amplitude de 0,0106 en magnitude.
HD 44131 présente des variations de vitesse radiale, ce qui en fait une binaire spectroscopique candidate. Une solution orbitale préliminaire a été publiée en 1991 avec une période de 3 393 jours (9,29 ans). Toutefois, il est possible que ces variations de vitesse radiale aient une autre origine.